# Mirosław Justek
Mirosław Justek (ur. 23 września 1948 w Słupsku, zm. 24 stycznia 1998 w Poznaniu), piłkarz polski.

## Życiorys
Wychowanek klubu Cieśliki Słupsk. W 1967 r. przeszedł do Pogoni Szczecin, gdzie występował przez 9 lat. Następnie zawodnik Lecha Poznań.
W 1979 r. przeniósł się do Belgii, gdzie grał w Royal Antwerp FC, RSC Charleroi i SC Libramon.
Zaczynał od gry na pozycji napastnika, później został przekwalifikowany na pomocnika lub lewego obrońcę. 
Zmarł 24 stycznia 1998 w Poznaniu. Został pochowany na Cmentarzu Junikowo w Poznaniu.

## Reprezentacja Polski
Jako piłkarz Lecha wystąpił 3 razy w reprezentacji Polski, został również powołany do kadry na mundial w Argentynie w 1978, ale na turnieju mistrzowskim nie zagrał ani minuty.
| l.p. | Data             | Miejsce    | Przeciwnik | Rezultat | Rozgrywki  | Grał   | Uwagi |
| ---- | ---------------- | ---------- | ---------- | -------- | ---------- | ------ | ----- |
| 1.   | 22 marca 1978    | Luksemburg | Luksemburg | 3-1      | towarzyski | 90'    |       |
| 2.   | 5 kwietnia 1978  | Poznań     | Grecja     | 5-2      | towarzyski | 90'    |       |
| 3.   | 12 kwietnia 1978 | Łódź       | Irlandia   | 3-0      | towarzyski | do 64' |       |

Źródła:
- Andrzej Gowarzewski, Jan Rędzioch, Lech Poznań. 80 lat i jeden rok prawdziwej historii, Wydawnictwo GiA, Katowice 2003 (8. część cyklu Kolekcja klubów)
- Florian Krygier, 55 lat piłki nożnej w Pogoni Szczecin 1948–2003